# John Harron
John Harron (New York, 31 marzo 1903 – Seattle, 24 novembre 1939) è stato un attore statunitense.

## Biografia
John Harron, di famiglia cattolica, era fratello del famoso attore Robert Harron e di Mary Harron, anche lei attrice. Esordì quindicenne sullo schermo nel 1918, in un piccolo ruolo non accreditato nel film Cuori del mondo di David W. Griffith.
Nel 1921 lavorò con Mary Pickford in Through the Back Door, iniziando una carriera di attore che lo vide soprattutto in ruoli di contorno in film di genere. Alto 1,87, di bella presenza, girò western, horror, musical, gialli, film di guerra, apparendo anche in alcuni film diretti da registi di nome, come Howard Hawks, Michael Curtiz, Ray Enright, William Wyler.
Nella sua carriera, girò 166 film, di cui una quarantina muti. L'ultimo in cui apparve, Gambling on the High Seas (1940) di George Amy, uscì postumo dopo la sua morte, avvenuta a Seattle il 24 novembre 1939, a 36 anni, a causa di una meningite spinale.

## Riconoscimenti
- Young Hollywood Hall of Fame (1920's)

## Filmografia
- Cuori del mondo (Hearts of the World), regia di David W. Griffith (1918)
- Through the Back Door, regia di Alfred E. Green, Jack Pickford (1921)
- The Fox, regia di Robert Thornby (1921)
- The Grim Comedian, regia di Frank Lloyd (1921)
- Penrod, regia di Marshall Neilan (1922)
- Love in the Dark, regia di Harry Beaumont (1922)
- Dulcy, regia di Sidney Franklin  (1923)
- La casa delle 4 ragazze (The Gold Diggers), regia di Harry Beaumont (1923)
- The Woman Hater, regia di James Flood (1925)
- In faccia alla morte (Below the Line), regia di Herman C. Raymaker (1925)
- Rin Tin Tin e il condor (The Night Cry), regia di Herman C. Raymaker (1926)
- The Boy Friend, regia di Monta Bell (1926)
- Calze di seta (Silk Stockings), regia di Wesley Ruggles (1927)
- Night Life, regia di George Archainbaud (1927)
- Jozelle jazz club (Street Girl), regia di Wesley Ruggles (1929)
- L'isola degli zombies (White Zombies), regia di Victor Halperin (1932)
- Torchy Runs for Mayor, regia di Ray McCarey (1939)
- The Monroe Doctrine, regia di Crane Wilbur - cortometraggio (1939)